# Italské euromince

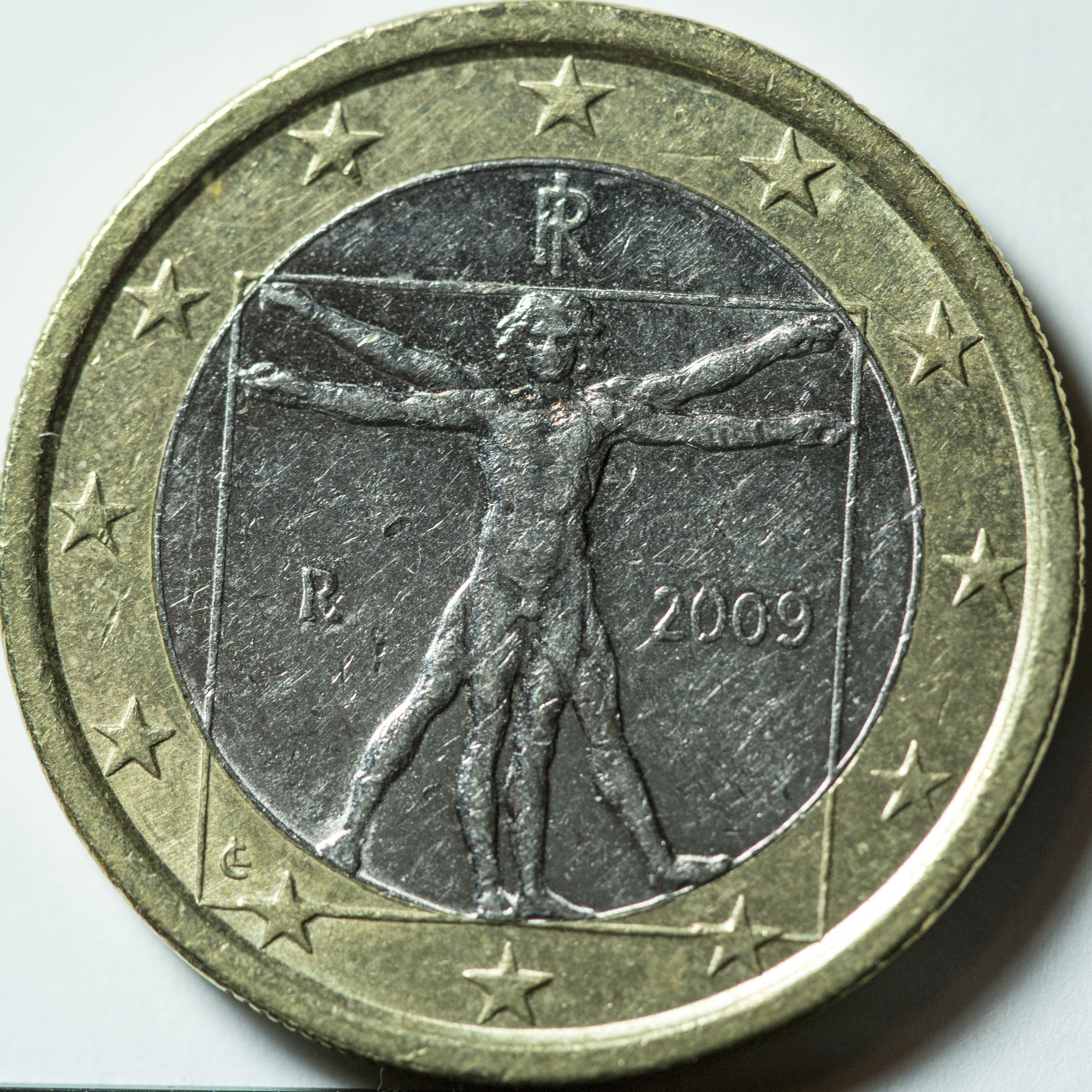
Italská mince 1€ z roku 2009

Italské euromince jsou v oběhu od 1. ledna 2002. Itálie je zakládajícím členem Evropské unie a také členem Evropské měnové unie.

## Motivy mincí
Mince mají rozdílné motivy pro mince všech nominálních hodnot, ale často zobrazují známá umělecká díla slavných italských malířů. Každý motiv byl navržen jiným umělcem (uveden v závorce):
- 1 cent – Hrad Castel del Monte z 13. století v Apulii (Eugenio Driutti)
- 2 centy – Věž Mole Antonelliana v Turíně navržená v roce 1863 Alessandrem Antonellim (Luciana De Simoni)
- 5 centů – Koloseum v Římě, známý římský amfiteátr, který byl otevřen v roce 80 n. l (Ettore Lorenzo Frapiccini)
- 10 centů – Slavný obraz Zrození Venuše od Sandra Botticelliho (Claudia Momoni)
- 20 centů – Futuristická plastika od Umberta Boccioniho (Maria Angela Cassol)
- 50 centů – Jezdecká socha císaře Marka Aurelia (Roberto Mauri)
- 1 euro – Vitruvius – známá kresba od Leonarda da Vinciho (Laura Cretara)
- 2 eura – Portrét Danta Alighieriho od Raffaela Santiho (Maria Carmela Colaneri)

Na všech mincích je také 12 hvězd symbolizujících Evropskou unii, překrývající se písmena RI (Repubblica Italiana je italsky Italská republika), iniciály umělců 2€-MCC, 1€-LC, 50cent-M, 20cent-MAC, 10cent-CM, 5cent-ELF, 2cent-LDS, 1cent-ED a rok, kdy byly vpuštěny do oběhu, a proto se na mincích nikdy nevyskytuje dřívější rok než 2002, přestože některé mince byly vyraženy dříve a některé dokonce šířeny už v prosinci 2001.
Výběr motivů mincí byl ponechán na divácích největší italské televizní stanice RAI UNO, kde bylo představeno několik alternativních motivů, a diváci volili pomocí volání na některá z telefonních čísel. Pouze o minci v hodnotě 1 euro bylo už rozhodnuto Carlem Azegliem Ciampim (nynější italský exprezident, tehdejší ministr ekonomiky), který na minci prosadil Vitruvia – výtvarné dílo Leonarda da Vinciho. Toto dílo symbolizuje renesanci soustřeďující se na člověka jako na míru všech věcí, navíc má kulatý tvar a proto se na minci výborně hodí.

## Pamětní mince

### Dvoueurové oběžné mince
Následující přehled zahrnuje 2€ pamětní mice vydané mezi roky 2004 a 2024.
1. 2004 – Pátá dekáda Světového potravinového programu
2. 2005 – 1. výročí podpisu Evropské ústavy
3. 2006 – Zimní olympijské hry 2006 v Turíně
4. 2007 – společná série mincí států eurozóny – 50 let od podepsání Římských smluv
5. 2008 – 60 let od podepsání Všeobecné deklarace lidských práv
6. 2009 – společná série mincí států eurozóny – 10 let od zavedení eura jako bezhotovostní měny
7. 2009 – dvousté výročí narození Louise Brailla (1809–1852)
8. 2010 – 200 let od narození Camilla Bensa di Cavour
9. 2011 – 150 let od sjednocení Itálie
10. 2012 – společná série mincí států eurozóny – 10 let od zavedení eurobankovek a euromincí
11. 2012 – 100 let od úmrtí Giovanniho Pascoli
12. 2013 – sedmisté výročí narození Giovanniho Boccaccia
13. 2013 – dvousté výročí narození Giuseppe Verdiho
14. 2014 – dvousté výročí založení útvarů Arma dei Carabinieri
15. 2014 – 450. výročí narození Galilea Galilei
16. 2015 – společná série mincí států eurozóny – 30 let vlajky Evropské unie
17. 2015 – EXPO Milán 2015
18. 2015 – 750. výročí narození básníka Danta Alighieriho (1265–2015)
19. 2016 – 550 let od úmrtí Donatella
20. 2016 – 2200 let od úmrtí Tita Maccia Plauta
21. 2017 – 400. výročí dokončení Baziliky svatého Marka v Benátkách
22. 2017 – 2000 let od smrti Tita Livia
23. 2018 – 70. výročí vstupu italské ústavy v platnost
24. 2018 – šedesáté výročí zřízení italského ministerstva zdravotnictví
25. 2019 – 500. výročí smrti Leonarda da Vinciho
26. 2020 – 80. výročí založení národního hasičského sboru „Corpo Nazionale dei Vigili del Fuoco“
27. 2020 – 150. výročí narození Marie Montessori
28. 2021 – 150. výročí vyhlášení Říma hlavním městem Itálie
29. 2021 – zdravotničtí pracovníci
30. 2022 – společná série mincí států eurozóny – 35 let od zahájení programu Erasmus
31. 2022 – 170. výročí od založení italské státní policie
32. 2022 – Giovanni Falcone a Paolo Borsellino – 30. výročí smrti
33. 2023 – 100. výročí založení italského letectva (Aeronautica Militare)
34. 2023 – 150. výročí úmrtí Alessandra Manzoniho
35. 2024 – 250. výročí založení sboru finanční stráže (Guardia di Finanza)
36. 2024 – Rita Leviová-Montalciniová